# 基甸的女儿
基甸的女儿（英語：Gideon's Daughter）是由斯蒂芬·波利亚科夫编剧和导演的两部BBC电视电影中的第二部。
该剧由对讲泰晤士为BBC独立制作，由比·乃爾、米兰达·理查森和艾美莉·賓特主演，于2006年2月26日在英國廣播公司第一台播出，一个月后在美国英國廣播公司美國台播出。该剧于2008年11月2日在澳大利亚广播公司第一台播出。第一部剧集《朋友和鳄鱼》已于前一个月播出，角色斯尼思在这两部剧中都有出演，并担任了《基甸的女儿》的旁白。这部迷你剧有1,020万观众收看。
比尔·奈伊和布朗特凭借他们在此剧中的表演获得了金球獎。该剧于2007年4月获得皮博迪獎。